# DR-Baureihe V 200
Die Baureihe V 200 der Deutschen Reichsbahn ist eine Baureihe von dieselelektrischen Lokomotiven. Sie ist die für die DDR gebaute Variante der sowjetischen Bauart M62. Mit Einführung der EDV-Nummern bei der Deutschen Reichsbahn 1970 wurde sie zur Baureihe 120 umgezeichnet. Die letzten Exemplare erhielten 1992 noch die gesamtdeutsche Baureihenbezeichnung Baureihe 220.

## Geschichte
In den 1960er Jahren wurde die Umstellung der Traktion von Dampf auf Diesel propagiert. Zu diesem Zweck wurden nicht nur Lokomotiven in Babelsberg und Hennigsdorf gebaut, sondern auch Lokomotiven der Lokomotivfabrik Luhansk aus der Sowjetunion (heute Ukraine) importiert. Dies war eine politische Entscheidung. Auf Grund von Spezialisierungsvereinbarungen innerhalb des Rats für gegenseitige Wirtschaftshilfe (RGW) sollten in der DDR künftig keine Dieselloks höherer Leistung mehr gebaut werden. Die erste dieser importierten Baureihen war die V 200, spätere Baureihe 120, mit 1470 kW (2000 PS) für den Güterzugdienst. Dabei handelte es sich um die 1965 vorgestellte Bauart M 62, die schon für sowjetische und ausländische Bahnen geliefert wurde. Von 1966 bis 1975 bezog die Deutsche Reichsbahn in drei Serien insgesamt 378 Lokomotiven dieser Baureihe. Damit war auch der Wechsel von der bisher dominierenden dieselhydraulischen zur dieselelektrischen Traktion bedingt.

## Technik
Die Lok besaß einen sehr schweren Rahmen aus Doppel-T-Trägern mit Deck- und Bodenblech, zwei dreiachsige Drehgestelle mit Gleitplatten, geführten Achsen und Drehzapfenanlenkung. Die Primärfederung wird über Ausgleichshebel, Blatt- und Schraubenfedern realisiert.
Ein 14D40-Zweitakt-V-Dieselmotor mit zwei Turboladern und Rootsgebläse ist das Herzstück dieser Lok. Die mechanische Leistung beträgt 1470 kW bei einer Drehzahl von 750 min−1. Sie wurde durch einen fremderregten Gleichstromgenerator für die Fahrmotoren in Gleichstrom umgewandelt. Die Leistungsregelung erfolgte durch einen magnetischen Flussregler im Erregerfeld der Erregermaschine. Die Fahrmotoren sind Reihenschlussmotoren. Deren Traktionsleistung betrug 1270 kW. Um Ankerströme und Drehmoment der Fahrmotoren im oberen Geschwindigkeitsbereich wieder anzuheben, besaß die Lok zwei Shuntierungsstufen, die parallel zu den Erregerwicklungen der sechs Tatzlager-Fahrmotoren geschaltet wurden. Eine ähnliche Konstruktion verwendet die Lokfamilie der DR-Baureihe 130.
Die Lüfter für Fahrmotoren und Traktionsgenerator sind mechanisch über Gelenkwellen vom Dieselmotor angetrieben. Der Kühlerlüfter wurde auch direkt vom Dieselmotor angetrieben, zur Steuerung ist eine Strömungskupplung dazwischengeschaltet. 
Ein besonderes Bauteil ist das Rootsgebläse. Es fördert Verbrennungsluft und erzeugt eine Vorverdichtung von 0,2 bar. Das ist notwendig, weil ein Zweitakt-Motor durchgespült werden muss; er kann mit gleichzeitig offenen Einlassschlitzen und Auslassventilen nicht selbsttätig ansaugen. Nach dem Start laufen die beiden Turbolader hoch und steigern den Ladeluftdruck auf rund 1,2 bar. Der Dieselmotor hatte 400 min−1 Leerlaufdrehzahl, aber schon bei 750 min−1 seine Höchstdrehzahl. Der Motor besitzt Zylinder in V-Anordnung mit je 12,46 Litern Hubraum. Dabei sitzen die Kolben der B-Seite mit Anlenkpleueln auf den Hauptpleueln der A-Seite. Damit ändern sich die Kolbengeschwindigkeiten zwischen A- und B-Seite. Der Motor erzeugt auf beiden Zylinderbänken unterschiedlich viel Leistung. Der Kraftstoffvorrat beträgt 3900 Liter Dieselöl. Eine Sifa war vorhanden, Indusi jedoch nicht.
Da die ersten 177 ausgelieferten Lokomotiven ab Werk noch keinen Schalldämpfer besaßen und dadurch einen hohen Lärmpegel erzeugten, wurden sie auch umgangssprachlich als „Taigatrommel“, „Wumme“ oder „Stalins letzte Rache“ bezeichnet. Für diese Loks wurden die Schalldämpfer durch das RAW Meiningen neu gebaut und zum Teil noch vor der Abnahme eingebaut.

## Einsatz

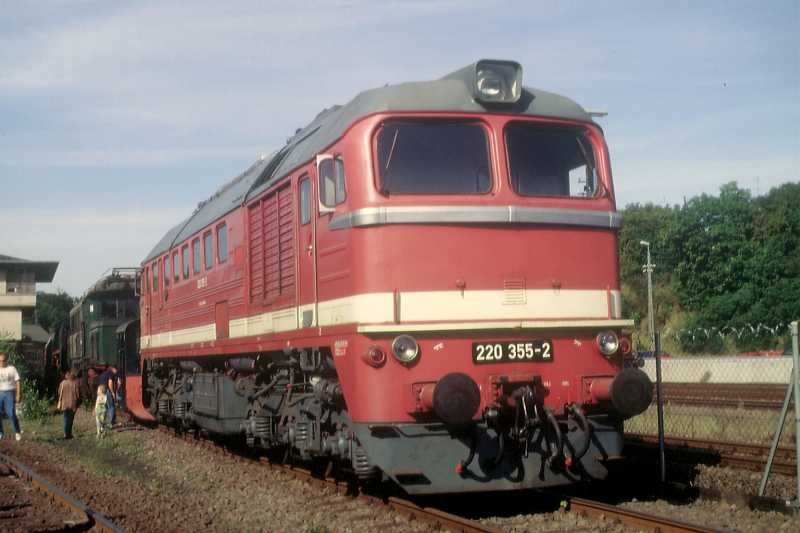
220 355 im Eisenbahnmuseum Hermeskeil

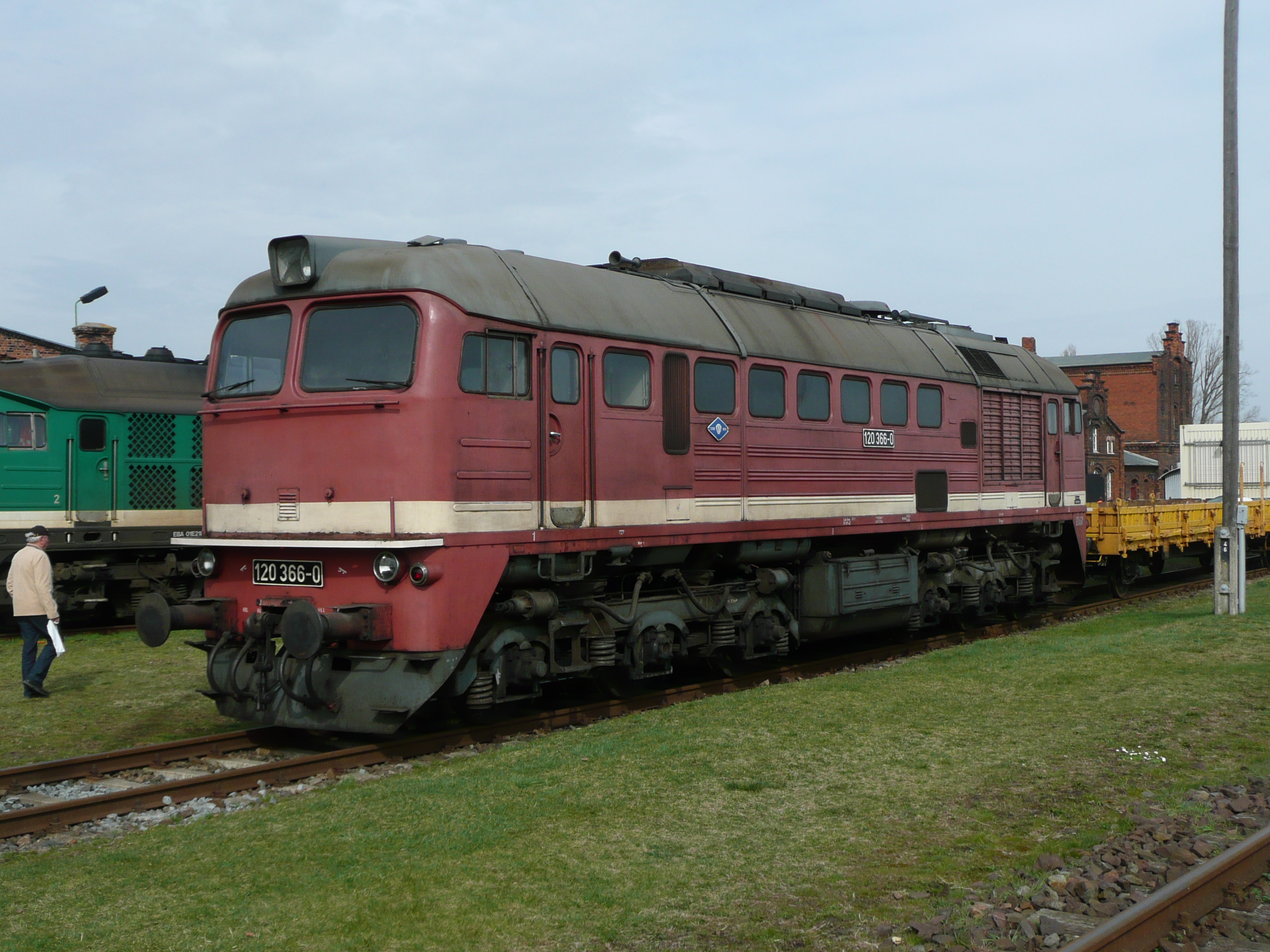
Die erhaltene 120 366 im Traditionsbetriebswerk Staßfurt

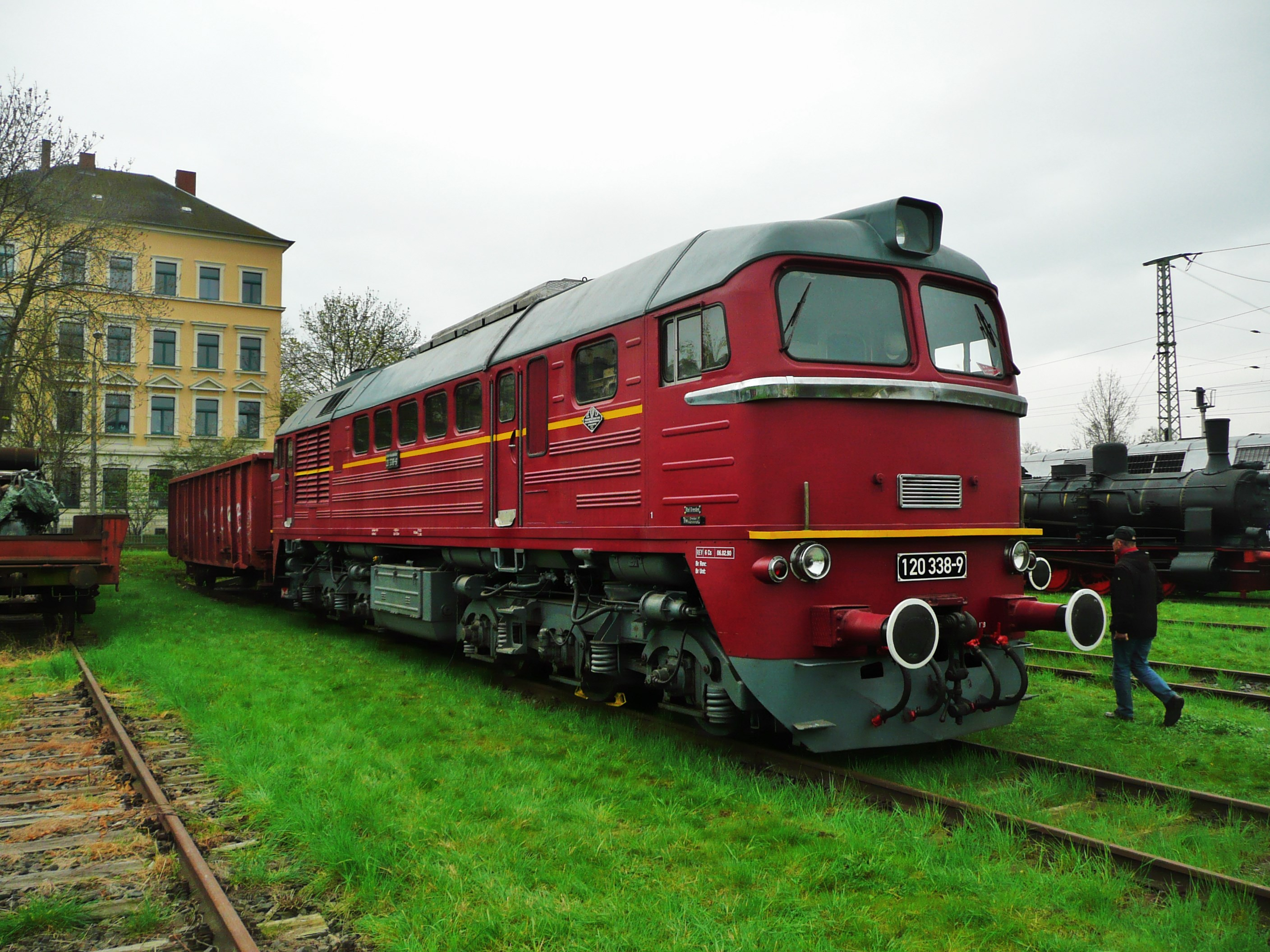
Die erhaltene 120 338 2016 beim Dampflokfest Dresden

Die Lok war von Anfang an für den schweren Güterzugdienst vorgesehen. Da sie keine Zugheizung besaß, wurde sie nur während der Sommermonate gelegentlich vor Personenzüge gespannt. Die Höchstgeschwindigkeit lag zugunsten der Zugkraft bei 100 km/h.
Nachdem bis zur Wiedervereinigung bereits alle Lokomotiven der Bundesbahn-Baureihe 220 ausgemustert waren, zeichnete die Deutsche Reichsbahn 1992 noch über 200 Fahrzeuge ihrer Baureihe 120 in „Baureihe 220“ um. Bis zu ihrer endgültigen Abstellung 1995 trugen diese Loks auch nach der Verschmelzung zur Deutschen Bahn AG die Baureihenbezeichnung 220 in zweiter Belegung.

### Verbleib
Die Deutsche Bahn AG besitzt noch sieben Exemplare für museale Zwecke. Im Traditionsbetriebswerk Staßfurt ist aus der letzten Serie die 120 366 nicht betriebsfähig erhalten geblieben. Das Sächsische Eisenbahnmuseum in Chemnitz-Hilbersdorf besitzt das Exemplar 120 269. Das Verkehrsmuseum Dresden hat seine 120 338 lange Zeit in seinem Depot am Bahnbetriebswerk Dresden-Altstadt in der Nachbarschaft des Dresdner Eisenbahnmuseums aufbewahrt. Das Bahnbetriebswerk Arnstadt besitzt mit der 120 274 ebenfalls ein Exemplar der Baureihe 120. Im Oktober 2020 wurde an ihr eine Hauptuntersuchung durchgeführt, sie ist damit wieder betriebsfähig. Bei den Eisenbahnfreunden Thüringen in Weimar ist die 120 198 und bei den Mecklenburger Eisenbahnfreunden im ehemaligen Bw Schwerin die 120 001 erhalten.
Einige Maschinen wurden nach Litauen (29 Stück, alle ausgemustert), Nordkorea (33 Stück), Polen (31 Stück, davon 20 umgebaut zu Newag 311D) und Frankreich (120 308, Verbleib unbekannt) sowie an deutsche Privatbahnen verkauft. Auch von den ab Werk an andere Länder gelieferten Lokomotiven (ehemalige PKP-Baureihe ST44 der PKP und 781 der ČD) waren einige bei deutschen Privatbahnen im Einsatz.
Planmäßig wurden in Deutschland im Jahr 2007 die Lokomotiven der Baureihe V 200 nur noch von der Leipziger Eisenbahngesellschaft (LEG) eingesetzt, im Jahr 2011 wurde die letzte nach Polen verkauft. Im Jahr 2021 wurde die Lokomotive 220 507 (LTS Fabriknr. 1223, ex ČSD T679 1349/781 349) vom Erfurter Bahnservice aus Polen zurückgekauft und wird nach erfolgter Hauptuntersuchung wieder im planmäßigen Güterverkehr eingesetzt. Damit gibt es in Deutschland zwei betriebsfähige Lokomotiven dieser Baureihe.

## V 200 bei Werkbahnen
Die M62 wurden auch an Werkbahnen der DDR geliefert. Zunächst erhielt die Wismut-Werkbahn der SDAG Wismut für den Einsatz auf ihrem teilweise der Deutschen Reichsbahn gehörenden Netz zwischen Kayna, Raitzhain und Seelingstädt 1972 und 1973 fünf Lokomotiven, die als V 200 501 bis 505 eingereiht wurden.
Im Anschluss daran wurden drei Maschinen an das Braunkohlenkombinat Geiseltal (BKK) für den Betrieb im Kohleverkehr im Raum Halle/Merseburg geliefert, die die Nummern V 200 506 bis 508 erhielten.
1976 bis 1978 erhielt die Wismutbahn weitere zehn Lokomotiven, die ohne Rücksicht auf die zuvor an das BKK Geiseltal gelieferten Maschinen als V 200 506 bis 515 nummeriert wurden.
1993 wurde der Bahnbetrieb beim BKK Geiseltal eingestellt, die V 200 506 sowie die V 200 509 (1986 von DR übernommen, ehemalige 120 094) wurden an die Wismutbahn verkauft. Die Einsätze der V 200 bei der Wismutbahn endeten 1998.
Die V 200 von Wismutbahn und BKK Geiseltal wurden als Werkbahnlokomotiven nicht in die Umnummerierungen der DR einbezogen.